# Luke Air Force Base

i7
i11
i13
Die Luke Air Force Base (IATA-Code: LUF, ICAO-Code: KLUF) ist ein Militärflugplatz der United States Air Force. Er wurde nach dem Fliegerass des Ersten Weltkriegs und Träger der Medal of Honor Frank Luke benannt. Die Basis liegt etwa elf Kilometer westlich der Stadt Glendale im Bundesstaat Arizona und ist ein wichtiges fliegerisches Ausbildungszentrum.

## Geschichte
Während des Zweiten Weltkrieges war Luke mit 12.000 ausgebildeten Jagdfliegern der größte Ausbildungsstandort für Kampfpiloten und erwarb sich aus diesem Grund in den amerikanischen Streitkräften den Spitznamen Home of the Fighter Pilot. Zwischen 1957 und 1983 wurden hier mehr als 2000 Angehörige der deutschen Luftwaffe auf den Mustern Republic F-84 (1957–1965) und Lockheed F-104 („Starfighter“, 1964–1983) ausgebildet.

## Heutige Nutzung
Auf der Luke AFB werden Piloten auf der General Dynamics F-16 und der F-35 Lightning II ausgebildet. Dazu sind den Verbänden auf dem Flughafen insgesamt 170 Maschinen zugeteilt, die sich auf acht Staffeln der 56th Operations Group verteilen. 
Neben Angehörigen der USAF werden hier auch ausländische F-35A Piloten ausgebildet. Ein zweiter F-35A Ausbildungsstandort für Exportkunden ist seit 2024 die Ebbing Air National Guard Base. Im Jahre 2020 flogen bereits vier der Staffeln die F-35A.
Die F-16-Ausbildung soll mit dem weiteren Zulauf von F-35A im Wesentlichen auf die Holloman Air Force Base verlegt werden, nur die Staffel für das Training für Singapur soll ebenfalls auf die Ebbing ANGB verlegen.
Hinzu kommt noch eine F-16 Staffel des Air Force Reserve Command.